# Juan de Dios Sotelo Machín
Juan de Dios Sotelo Machín (Ferrol, 9 de juliol de 1793 - Madrid, 15 de maig de 1860) va ser un almirall de l'Armada Espanyola, ministre de Marina i Ultramar durant el regnat d'Isabel II d'Espanya.

## Biografia
El 1806 ingressà com a Guardiamarina a Ferrol. Durant la Guerra del francès va prendre part en diverses accions navals al Mediterrani, i en 1810 fou ascendit a alferes de fragata. En 1813 va ser destinat a Amèrica, d'on va tornar el gener de 1814. Al juny d'aquest mateix any va iniciar una volta al món a bord de la corbeta Descubierta.
En 1815 fou ascendit a alferes de navili, i a bord de la corbeta Diamante participà en el desembarcament de Morillo a l'illa Margarita. Fou ascendit aleshores a tinent de fragata. Al juny de 1818 va ser destinat a Cadis procedent d'Amèrica. En 1822 fou nomenat Secretari de la Capitania General i el 1826 ascendit a tinent de navili. En 1833 fou ascendit a capità de fragata i en 1835 fou nomenat oficial de la Secretaria d'Estat i Despatx de Marina.
En 1840 va ser ascendit a brigadier i va ser ministre del despatx de Marina i d'Ultramar en la regència d'Espatero uns mesos amb la presidència del Consell de Ministres d'Evaristo Pérez de Castro. Uns mesos més tard fou arrestat a Alacant per oposar-se a la regència. En 1844 fou elegit diputat per Cadis. Seria novament ministre en 1847 ja en ple regnat d'Isabel II. Va ser també capità general de Ferrol (1848), Cadis (1854) i Cartagena (1858), ascendit a tinent general (1859), president de la junta del Almirallat i senador vitalici en 1847.